# Barkas (łódź)

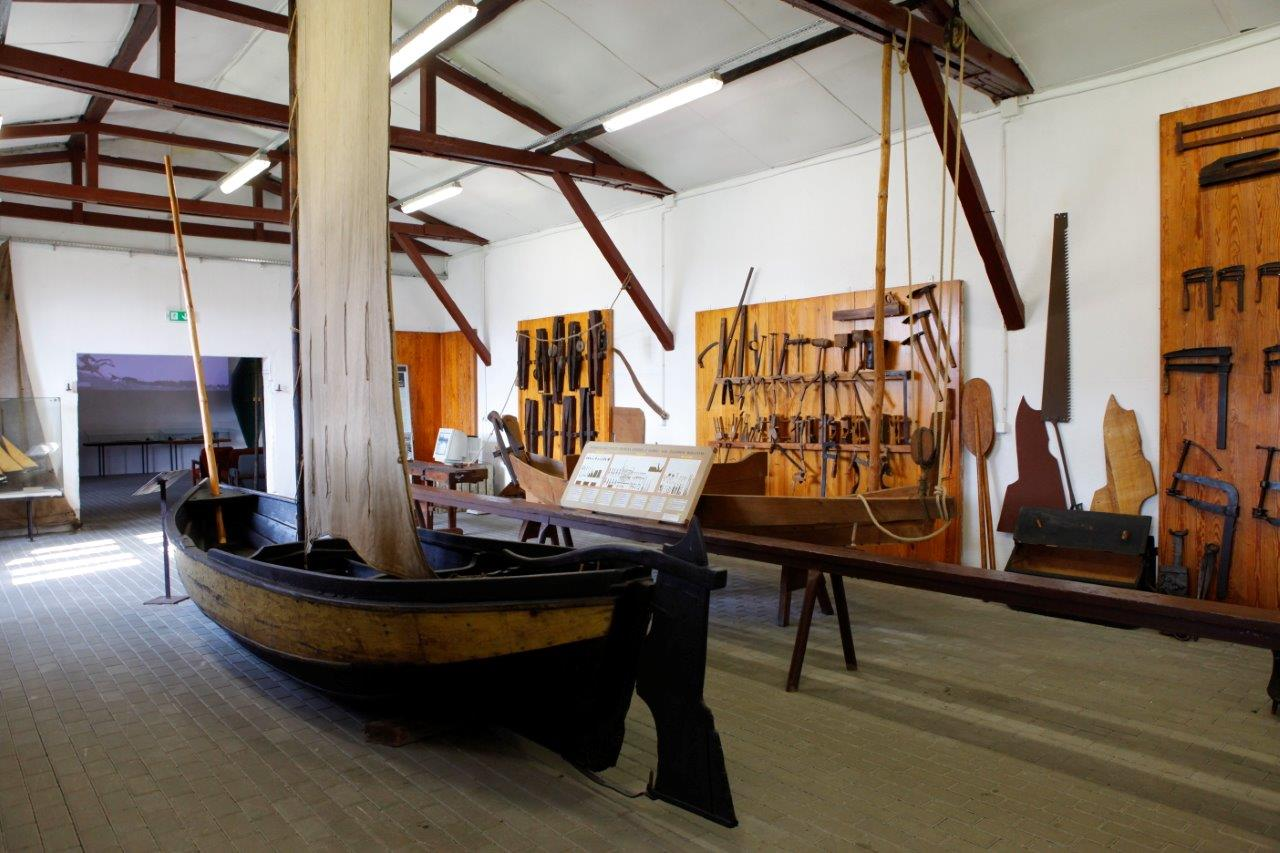
Barkas rybacki (eksponat Muzeum Zalewu Wiślanego)

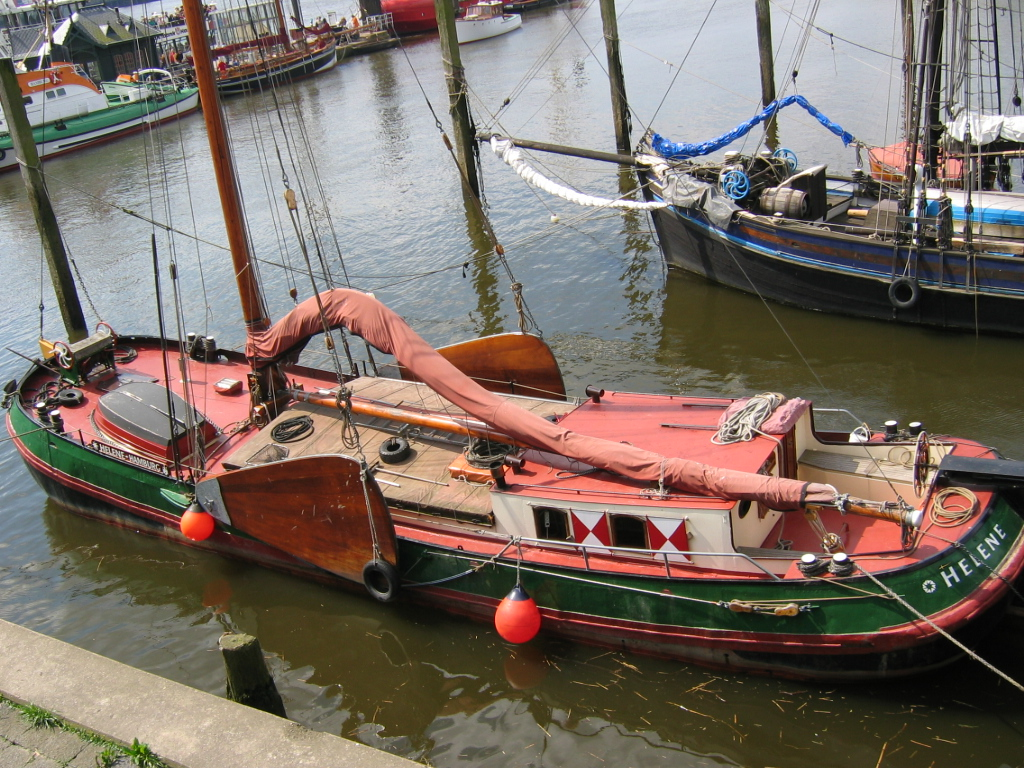
Współczesny barkas portowy

Barkas (z fr. barcasse, barquasse od hiszp. barcaza) – określenie odnoszone do różnego rodzaju jednostek pływających:
- dużej okrętowej łodzi wiosłowo-żaglowej o 16-20 wiosłach i ładowności ok. 400 kg, używanej na dawnych jednostkach wojennych (przeważnie żaglowych) do przewozu kotwic, prowiantu i ludzi (załóg);
- statku rybackiego z żaglem rejowym do połowów za pomocą włoka, albo małego statku kabotażowego używanego do przewozów ładunków pomiędzy portami, często płaskodennego i o małym zanurzeniu (guffa). Należały też do nich łodzie służące do połowu ryb (węgorzy, sandaczy i leszczy) na Zalewie Wiślanym. Napędzane prostokątnym żaglem rejowym na wysokim maszcie (w późniejszych czasach silnikiem), najczęściej miały około 9 m długości i 3 m szerokości. Jedna ich burta była celowo wzmocniona, połowów niewodem dokonywano zwykle parą łodzi. Przykład takiego barkasa znajduje się w ekspozycji Muzeum Zalewu Wiślanego w Kątach Rybackich[potrzebny przypis];
- niewielkiego statku portowego z napędem mechanicznym do przewozu ludzi lub ładunków (np. poczty ze statków na redzie); obecnie najczęściej wykorzystywanego do turystycznych rejsów objazdowych po porcie.